# Germi
Germi (persiska: گرمی) är en ort i Iran.   Den ligger i provinsen Ardabil, i den nordvästra delen av landet, 500 km nordväst om huvudstaden Teheran. Germi ligger 854 meter över havet och antalet invånare är 28 348.
Terrängen runt Germi är lite bergig. Runt Germi är det ganska tätbefolkat, med 67 invånare per kvadratkilometer. Germi är det största samhället i trakten. Trakten runt Germi består till största delen av jordbruksmark.